# 2024-es Demokrata Nemzeti Gyűlés
A 2024-es Demokrata Nemzeti Gyűlés az amerikai Demokrata Párt jelölőgyűlése volt a 2024-es elnökválasztás előtt. A rendezvényre, amelyen az előválasztások során megválasztott delegáltak kiválasztották jelöltjüket, 2024. augusztus 19–22. között került sor a chicagói United Centerben. Harris volt az első afroamerikai nő és az első dél-ázsiai-amerikai politikus, akit az egyik nagy párt jelölt, illetve az első demokrata elnökjelölt a Nyugat-Egyesült Államokból.
A hagyományok szerint, mivel a Demokrata Párté a Fehér Ház, a republikánusok tartották először gyűlésüket. Joe Biden július 21-i visszalépése után a pártnak nincs feltételezett jelöltje, a gyűlés nyitott lett. Ha ténylegesen nyitott lesz a gyűlés, ez az első alkalom lenne 1968 óta, hogy ez megtörtént, amit több fontos demokrata vezető, köztük Nancy Pelosi is támogatott, bár egyesek szerint csak tovább szakítaná a pártot. Biden Kamala Harrist támogatja, aki kijelentette, hogy indulni fog a jelöltségért. Harris még a gyűlés előtt megszerezte a szükséges delegáltak számát, alelnökjelöltjével, Tim Walzzal együtt ezen a gyűlésen erősítette meg hivatalosan is a párt a jelöltségüket.

## Delegáltszám
Az alábbi táblázatban a feltételezett delegáltak száma szerepel.

| Jelölt                       | Kötelezett delegáltak | Végeredmény |
| ---------------------------- | --------------------- | ----------- |
| Kamala Harris                | 0                     | 4,567       |
| Nincs elkötelezve            | 37                    | 52          |
| Joe Biden (visszalépett)     | 3,905                 | 0           |
| Dean Phillips (visszalépett) | 4                     | 0           |
| Jason Palmer (visszalépett)  | 3                     | 0           |
| Összesen                     | 3949                  | 4619        |

1. ↑  Delegáltak, akik nem kötelezték el magukat egy jelölt mellett sem, az első körben nem szavazhatnak a gyűlésen.
2. ↑  Biden július 21-i visszalépésével felszabadította kötelezettségük alól összes delegáltját. Az elnök és delegáltjai többsége Harrist támogatja a jelölőgyűlésen.
3. ↑  2024 áprilisában Phillips felkérte delegáltjait, hogy Bidenre szavazzanak,[14] akik az elnök júliusi visszalépése után bejelentették, hogy Harrisre fognak voksolni.
4. ↑  Július 24-én Palmer felszabadította delegáltjait kötelezettségük alól és arra kérte őket, hogy szavazzanak Harrisre. Ennek ellenére ez a kérés nem kötelezi a delegáltakat a Harrisre szavazásra.[15]

## Események

### Első nap
Délután
A pártplatform elfogadásának napja és további hivatalos ügyek befejezése. A delegáltak hivatalosan leadták szavazatukat a jelöltekre.
| Jelölt                  |                    |
| Név                     | Kamala Devi Harris |
| Megerősített szavazatok | (99,72%)           |
| Abstentions             | (0,28%)            |
| Összesen                | 4337               |

Este
A gyűlés nyitóbeszédje és visszatekintés Joe Biden pályafutására, aki beszédet mondott. Jill Biden first lady szintén beszélt, Kathy Hochul, New York kormányzója és Hillary Clinton mellett.
| Házigazda                                                             | Házigazda                | Házigazda | F.     |
| --------------------------------------------------------------------- | ------------------------ | --- | ------ |
|                                                                       | Tony Goldwyn             | Színész és rendező | [ 22 ] |
| Gyűlés megnyitása                                                     |                          | |        |
|                                                                       | Minyon Moore             | A Demokrata Nemzeti Gyűlés elnöke | [ 23 ] |
|                                                                       | Jaime Harrison           | A Demokrata Nemzeti Bizottság elnöke (2021–napjainkig) | [ 23 ] |
| Invokáció                                                             |                          | |        |
|                                                                       | Blase J. Cupich          | Chicagói érsek (2014–napjainkig) |        |
| Indián köszöntés                                                      |                          | |        |
|                                                                       | Zach Pahmahmie           | A potavatomi törzsi tanácsának alelnöke (2016–napjainkig) |        |
| Az amerikai zászló prezentálása (Illinois-i Állami Rendőrség)         |                          | |        |
| Pledge of Allegiance                                                  |                          | |        |
| A The Star-Spangled Banner (Soul Children of Chicago)                 |                          | |        |
| Welcome to Chicago                                                    |                          | |        |
| Rövidebb beszédek                                                     |                          | |        |
|                                                                       | Brandon Johnson          | Chicago polgármestere (2023–napjainkig) | [ 24 ] |
|                                                                       | Peggy Flanagan           | Minnesota helyettes kormányzója (2019–napjainkig) | [ 23 ] |
|                                                                       | Maxine Waters            | Az Amerikai Egyesült Államok képviselője Kalifornia 43. választókerületéből (1991–napjainkig) |        |
|                                                                       | Derrick Johnson          | A National Association for the Advancement of Colored People vezérigazgatója és elnöke | [ 25 ] |
|                                                                       | Melanie L. Campbell      | A National Coalition on Black Civic Participation vezérigazgatója és elnöke |        |
| Megemlékezés Jesse Jackson ÉS Shirley Chisholm jelöltségeiről         |                          | |        |
| Akkreditációs bizottság                                               |                          | |        |
|                                                                       | Marcia Fudge             | A Demokrata Nemzeti Bizottság akkreditációs bizottsága egyik elnöke; az Amerikai Egyesült Államok 18. lakásügyi és városfejlesztési minisztere (2021–2024); az Amerikai Egyesült Államok képviselője Ohio 11. választókerületéből (2008–2021) |        |
|                                                                       | James Roosevelt          | Jogász, a Demokrata Nemzeti Bizottság akkreditációs bizottsága egyik elnöke; Demokrata Nemzeti Bizottság szabályzati bizottsága egyik elnöke (1995–napjainkig)                                                                                |        |
| Szabályzati bizottság                                                 |                          | |        |
|                                                                       | Leah D. Daughtry         | A Demokrata Nemzeti Bizottság szabályzati bizottsága egyik elnöke; a 2008-as és a 2016-os Demokrata Nemzeti Gyűlés Bizottság vezérigazgatója, a Wilson International Center for Scholars igazgatótanácsának alelnöke (2023–napjainkig)        |        |
| Politikai bizottság                                                   |                          | |        |
|                                                                       | Mitch Landrieu           | Az elnök tanácsadója (2021–napjainkig); New Orleans 61. polgármestere (2010–2018); Louisiana 51. helyettes kormányzója (2004–2010) |        |
|                                                                       | Regina Romero            | Tucson 42. polgármestere (2019–napjainkig) |        |
| Rövidebb beszédek                                                     |                          | |        |
|                                                                       | Lauren Underwood         | Az Amerikai Egyesült Államok képviselője Illinois 14. választókerületéből (2019–napjainkig) | [ 23 ] |
|                                                                       | Robert Garcia            | Az Amerikai Egyesült Államok képviselője Kalifornia 42. választókerületéből (2023–napjainkig) | [ 23 ] |
| Közös beszéd                                                          |                          | |        |
|                                                                       | Brian Wallach            | Üzletember, joigász, szövetségi államügyész, aktivista | [ 26 ] |
|                                                                       | Sandra Abrevaya          | Dick Durbin szenátor szóvivője, Brian Wallach felesége | [ 26 ] |
| Rövidebb beszédek                                                     |                          | |        |
|                                                                       | Dick Durbin              | Az Amerikai Egyesült Államok szenátora Illinois-ból (1997–napjainkig) |        |
|                                                                       | Joyce Beatty             | Az Amerikai Egyesült Államok képviselője Ohio 3. választókerületéből (2013–napjainkig) |        |
| Közös beszéd                                                          |                          | |        |
|                                                                       | Lee Saunders             | Az American Federation of State, County and Municipal Employees (AFSCME) elnöke | [ 23 ] |
|                                                                       | April Verrett            | A Service Employees International Union (SEIU) elnöke | [ 23 ] |
|                                                                       | Brent Booker             | A Laborers’ International Union of North America (LIUNA) elnöke | [ 23 ] |
|                                                                       | Kenneth W. Cooper        | Az International Brotherhood of Electrical Workers (IBEW) nemzetközi elnöke | [ 23 ] |
|                                                                       | Claude Cummings Jr.      | A Communication Workers of America (CWA) elnöke | [ 23 ] |
|                                                                       | Liz Shuler               | Az AFL-CIO elnöke | [ 23 ] |
| Rövidebb beszédek                                                     |                          | |        |
|                                                                       | Karen Bass               | Los Angeles polgármestere (2022–napjainkig); az Amerikai Egyesült Államok képviselője Kalifornia 33. és 37. választókerületéből (2011–2022); a kaliforniai államgyűlés elnöke (2008–2010)                                                     |        |
| Fellépő                                                               |                          | |        |
|                                                                       | Mickey Guyton            | Countryénekes, dalszerző | [ 27 ] |
| Közös beszéd                                                          |                          | |        |
|                                                                       | Austin Davis             | Pennsylvania helyettes kormányzója (2023–napjainkig); Pennsylvania képviselőházának tagja (2018–2022) |        |
|                                                                       | Sara Rodriguez           | Wisconsin 46. helyettes kormányzója (2019–napjainkig); Wisconsin képviselőházának tagja (2021–2023) |        |
|                                                                       | Lina Hidalgo             | Harris megye megyei bírója (2019–napjainkig) |        |
|                                                                       | Eleni Kounalakis         | Kalifornia helyettes kormányzója (2019–napjainkig), az Amerikai Egyesült Államok budapesti nagykövete (2010–2013) |        |
| Rövidebb beszédek                                                     |                          | |        |
|                                                                       | Mallory McMorrow         | Michigan szenátusának tagja (2019–napjainkig) és többségi whipje | [ 23 ] |
|                                                                       | Laphonza Butler          | Az Amerikai Egyesült Államok szenátora (2023–napjainkig) |        |
| Fellépő                                                               |                          | |        |
|                                                                       | Jason Isbell             | Énekes, dalszerző | [ 28 ] |
| Rövidebb beszédek                                                     |                          | |        |
|                                                                       | Gina Raimondo            | Az Amerikai Egyesült Államok kereskedelmi minisztere (2021–napjainkig) | [ 23 ] |
| Videó korábbi Trump-szavazókról, akik Harrist fogják támogatni        |                          | |        |
| Rövidebb beszédek                                                     |                          | |        |
|                                                                       | Kathy Hochul             | New York kormányzója (2021–napjainkig) | [ 29 ] |
| Videóösszeállítás: For the People, For Our Future (meglepetés beszéd) |                          | |        |
|                                                                       | Kamala Harris            | Elnökjelölt, az Amerikai Egyesült Államok alelnöke (2021–napjainkig) | [ 30 ] |
| Rövidebb beszédek                                                     |                          | |        |
|                                                                       | Steve Kerr               | A Golden State Warriors vezetőedzője (2014–napjainkig), a 2024. évi nyári olimpiai játékokon aranyérmes amerikai válogatott szövetségi kapitánya                                                                                              | [ 31 ] |
|                                                                       | Shawn Fain               | A United Automobile Workers (2023–napjainkig) szakszervezet elnöke | [ 32 ] |
|                                                                       | Alexandria Ocasio-Cortez | Az Amerikai Egyesült Államok képviselője New York 14. választókerületéből (2019–napjainkig) | [ 33 ] |
|                                                                       | Hillary Clinton          | Az Amerikai Egyesült Államok külügyminisztere (2009–2013), 2016-os demokrata elnökjelölt | [ 34 ] |
|                                                                       | Jim Clyburn              | Az Egyesült Államok Képviselőháza többségi whipje (2007–2011; 2019–2023) | [ 23 ] |
| Esküdt ellenségek paródia                                             |                          | |        |
| Rövidebb beszédek                                                     |                          | |        |
|                                                                       | Jamie Raskin             | Az Amerikai Egyesült Államok képviselője Maryland 8. választókerületéből (2017–napjainkig) | [ 35 ] |
|                                                                       | Jasmine Crockett         | Az Amerikai Egyesült Államok képviselője Texas 30. választókerületéből (2023–napjainkig) | [ 32 ] |
| Nők beszédjei abortuszról                                             |                          | |        |
| Rövidebb beszédek                                                     |                          | |        |
|                                                                       | Andy Beshear             | Kentucky kormányzója (2019–napjainkig) | [ 32 ] |
|                                                                       | Raphael Warnock          | Az Amerikai Egyesült Államok szenátora Georgiából (2021–napjainkig) | [ 32 ] |
|                                                                       | Chris Coons              | Az Amerikai Egyesült Államok szenátora Delaware-ből (2010–napjainkig) | [ 23 ] |
|                                                                       | Jill Biden               | Az Amerikai Egyesült Államok first ladyje (2021–napjainkig) | [ 36 ] |
| Az este fontos beszédének felvezetője                                 |                          | |        |
|                                                                       | Ashley Biden             | Szociális munkás, designer, Joe Biden lánya | [ 37 ] |
| Záróbeszéd                                                            |                          | |        |
|                                                                       | Joe Biden                | Az Amerikai Egyesült Államok 46. elnöke (2021–napjainkig) | [ 37 ] |

### Második este
| Házigazda | Házigazda              | Házigazda | Házigazda     |
| --------- | ---------------------- | --- | ------------- |
|           | Ana Navarro            | Republikánus politikai szakértő | [ 22 ]        |
| Beszédek  |                        | |               |
|           | Mitch Landrieu         | A Demokrata Nemzeti Bizottság politikai bizottságának társelnöke, New Orleans 61. polgármestere (2010–2018); Louisiana 51. helyettes kormányzója (2004–2010) | [ 38 ]        |
|           | Jason Carter           | Georgia állami szenátusának tagja (2010–2015), Jimmy Carter unokája, demokrata jelölt a 2014-es georgiai kormányzóválasztáson                                | [ 38 ]        |
|           | Jack Schlossberg       | John F. Kennedy unokája | [ 38 ]        |
|           | Malcolm Kenyatta       | Pennsylvania képviselőházának tagja (2019–napjainkig) | [ 38 ]        |
|           | Stephanie Grisham      | A Fehér Ház szóvivője (2019–2020, repunlikánus) | [ 39 ]        |
|           | Nabela Noor            | Tartalomgyártó | [ 38 ]        |
|           | Gary Peters            | Az Amerikai Egyesült Államok szenátora Michiganből (2015–napjainkig)                                                                                         | [ 38 ]        |
|           | Chuck Schumer          | Az Amerikai Egyesült Államok Szenátusa többségi vezetője (2021–napjainkig), Az Amerikai Egyesült Államok szenátora New Yorkból (1999–napjainkig)             | [ 40 ]        |
|           | Bernie Sanders         | Az Amerikai Egyesült Államok szenátora Vermontból (2007–napjainkig, független)                                                                               | [ 41 ]        |
|           | J. B. Pritzker         | Illinois kormányzója (2019–napjainkig) | [ 24 ]        |
|           | Kenneth Chenault       | Az American Express vezérigazgatója (2001–2018) | [ 38 ]        |
|           | Michelle Lujan Grisham | Új-Mexikó kormányzója (2019–napjainkig) | [ 40 ]        |
|           | Angela Alsobrooks      | Prince George’s megye biztosa (2018–napjainkig), demokrata jelölt a 2024-es marylandi szenátorválasztáson                                                    | [ 42 ]        |
|           | John Giles             | Mesa, Arizona polgármestere (2014–napjainkig, republikánus)                                                                                                  | [ 43 ]        |
|           | Tammy Duckworth        | Az Amerikai Egyesült Államok szenátora Illinois-ból (2017–napjainkig)                                                                                        | [ 44 ]        |
|           | Douglas Emhoff         | Az Amerikai Egyesült Államok second gentlemanje (2021–napjainkig), az elnökjelölt férje                                                                      | [ 45 ] [ 46 ] |
|           | Michelle Obama         | Az Amerikai Egyesült Államok first ladyje (2009–2017) | [ 47 ]        |
|           | Barack Obama           | Az Amerikai Egyesült Államok 44. elnöke (2009–2017) | [ 45 ] [ 46 ] |

| Állam                    | Dal | Szavazatok           |
| ------------------------ | --- | -------------------- |
| Alabama                  | Sweet Home Alabama – Lynyrd Skynyrd | 56                   |
| Alaszka                  | Feel It Still – Portugal. The Man | 19                   |
| Arizona                  | Edge of Seventeen – Stevie Nicks | 85                   |
| Amerikai Szamoa          | Edge of Glory – Lady Gaga | 10                   |
| Arkansas                 | Don’t Stop – Fleetwood Mac | 36                   |
| Kalifornia               | The Next Episode – Dr. Dre, Snoop Dogg közreműködésével California Love – 2Pac, Dr. Dre közreműködésével Alright és Not Like Us – Kendrick Lamar | 482                  |
| Colorado                 | September – Earth, Wind & Fire | 86                   |
| Connecticut              | Signed, Sealed, Delivered I’m Yours – Stevie Wonder                                                                                              | 73, 1 jelen          |
| Külföldi demokraták      | Love Train – The O’Jays | 21                   |
| Washington, D. C.        | Let Me Clear My Throat – DJ Kool | 49                   |
| Delaware                 | Higher Love – Whitney Houston és Kygo | 34                   |
| Florida                  | I Won’t Back Down – Tom Petty | 243                  |
| Georgia                  | Turn Down For What és Get Low – Lil Jon (fellépett)                                                                                              | 123                  |
| Guam                     | Espresso – Sabrina Carpenter | 12                   |
| Hawaii                   | 24K Magic – Bruno Mars | 23, 6 jelen          |
| Idaho                    | Private Idaho – The B-52s | 27                   |
| Illinois                 | Sirius – The Alan Parsons Project | 176, 1 jelen         |
| Indiana                  | Don’t Stop ‘til You Get Enough – Michael Jackson                                                                                                 | 86                   |
| Iowa                     | Celebration – Kool & the Gang | 45, 1 nem jelent meg |
| Kansas                   | Carry On Wayward Son – Kansas | 39                   |
| Kentucky                 | First Class – Jack Harlow | 56                   |
| Louisiana                | All I Do Is Win – DJ Khaled | 47, 1 jelen          |
| Maine                    | Shut Up and Dance – Walk the Moon | 30                   |
| Maryland                 | Respect – Aretha Franklin | 118                  |
| Massachusetts            | I’m Shipping Up to Boston – Dropkick Murphys | 116                  |
| Michigan                 | Lose Yourself – Eminem | 125, 3 jelen         |
| Minnesota                | Kiss és 1999 – Prince | 81, 10 jelen         |
| Mississippi              | Twistin’ the Night Away – Sam Cooke | 40                   |
| Missouri                 | Good Luck, Babe! – Chappell Roan | 68, 2 jelen          |
| Montana                  | American Woman – Lenny Kravitz | 24                   |
| Nebraska                 | Firework – Katy Perry | 34                   |
| Nevada                   | Mr. Brightside – The Killers | 48                   |
| New Hampshire            | Don’t Stop Believin’ – Journey | 34                   |
| New Jersey               | Born in the U.S.A. – Bruce Springsteen | 142, 2 jelen         |
| Új-Mexikó                | Confident – Demi Lovato | 45                   |
| New York                 | Empire State of Mind – Jay-Z és Alicia Keys | 298                  |
| Észak-Karolina           | Raise Up – Petey Pablo | 131                  |
| Észak-Dakota             | Fight Song – Rachel Platten | 17                   |
| Északi-Mariana-szigetek  | Ain’t No Mountain High Enough – Marvin Gaye és Tammi Terrell                                                                                     | 11                   |
| Ohio                     | Green Light – John Legend | 142, 1 jelen         |
| Oklahoma                 | Ain’t Goin’ Down (’Til the Sun Comes Up) – Garth Brooks                                                                                          | 36                   |
| Oregon                   | Float On – Modest Mouse | 78                   |
| Pennsylvania             | Black and Yellow – Wiz Khalifa Motownphilly – Boyz II Men                                                                                        | 178                  |
| Puerto Rico              | Despacito – Luis Fonsi, Daddy Yankee közreműködésével                                                                                            | 60                   |
| Rhode Island             | Shake It Off – Taylor Swift | 34, 1 jelen          |
| Dél-Karolina             | Get Up (I Feel Like Being a) Sex Machine – James Brown                                                                                           | 65                   |
| Dél-Dakota               | What I Like About You – The Romantics | 20                   |
| Tennessee                | 9 to 5 – Dolly Parton | 72                   |
| Texas                    | Texas Hold ’Em – Beyoncé | 263, 3 jelen         |
| Utah                     | Animal – Neon Trees | 34                   |
| Vermont                  | Stick Season – Noah Kahan | 24                   |
| Amerikai Virgin-szigetek | VI to the Bone – Mic Love | 13                   |
| Virginia                 | The Way I Are – Timbaland | 119                  |
| Washington               | Can’t Hold Us – Macklemore és Ryan Lewis, Ray Dalton közreműködésével                                                                            | 101, 9 jelen         |
| Nyugat-Virginia          | Take Me Home, Country Roads – John Denver | 24                   |
| Wisconsin                | Jump Around – House of Pain | 94, 1 jelen          |
| Wyoming                  | I Gotta Feeling – The Black Eyed Peas | 17                   |

1. ↑  A sorrendben, amiben eredetileg leadták volna szavazataikat az államok.
2. 1 2  Alabama átadta szavazati helyét Delaware-nek, hogy Joe Biden állama először szavazhasson.
3. ↑  Kalifornia átadta szavazati helyét, hogy utolsóként szavazhasson Harrisre, mint az elnökjelölt szülőállama.
4. ↑  Minnesota átadta szavazati helyét, hogy utolsó előttiként szavazhasson a jelöltre, mint Tim Walz állama.

### Harmadik este
Tim Walz alelnökjelölt elfogadóbeszédet mondott. Rajta kívül beszélt még Pete Buttigieg közlekedési miniszter és Bill Clinton is.
| Házigazda | Házigazda                | Házigazda | Házigazda |
| --------- | ------------------------ | --- | --------- |
|           | Mindy Kaling             | Színész, író, komikus | [ 22 ]    |
| Beszédek  |                          | |           |
|           | Cory Booker              | Az Amerikai Egyesült Államok szenátora New Jerseyből (2013–napjainkig) | [ 52 ]    |
|           | Mini Timmaraju           | A Reproductive Freedom for All elnöke és vezérigazgatója (2021–napjainkig)                                                                                                   | [ 53 ]    |
|           | Alexis McGill Johnson    | A Planned Parenthood vezérigazgatója (2019–napjainkig) | [ 54 ]    |
|           | Cecile Richards          | A Planned Parenthood vezérigazgatója (2006–2018) | [ 55 ]    |
|           | Kelley Robinson          | President of the Human Rights Campaign (2022–present) | [ 56 ]    |
|           | Jessica Mackler          | Az EMILY’s List elnöke (2023–napjainkig) | [ 57 ]    |
|           | María Teresa Kumar       | A Voto Latino elnöke és vezérigazgatója | [ 58 ]    |
|           | Tom Suozzi               | Az Amerikai Egyesült Államok képviselője New York 3. választókerületéből (2017–2023, 2024–napjainkig)                                                                        | [ 59 ]    |
|           | Aftab Pureval            | Cincinnati polgármestere (2022–napjainkig) | [ 60 ]    |
|           | Cavalier Johnson         | Milwaukee polgármestere (2021–napjainkig) | [ 61 ]    |
|           | Lisa Blunt Rochester     | Az Amerikai Egyesült Államok képviselője Delaware egyetlen választókerületéből (2017–napjainkig), demokrata szenátorjelölt a 2024-es szenátorválasztáson Delaware-ben        | [ 62 ]    |
|           | Grace Meng               | Az Amerikai Egyesült Államok képviselője New York 6. választókerületéből (2013–napjainkig)                                                                                   | [ 63 ]    |
|           | Jared Polis              | Colorado kormányzója (2019–napjainkig) | [ 64 ]    |
|           | Debbie Wasserman Schultz | Az Amerikai Egyesült Államok képviselője Florida 25. választókerületéből (2005–napjainkig)                                                                                   | [ 64 ]    |
|           | Suzan DelBene            | Az Amerikai Egyesült Államok képviselője Washington 1. választókerületéből (2012–napjainkig)                                                                                 | [ 64 ]    |
|           | Keith Ellison            | Minnesota főügyésze (2019–napjainkig) | [ 64 ]    |
|           | Dana Nessel              | Michigan főügyésze (2019–napjainkig) | [ 64 ]    |
|           | Veronica Escobar         | Az Amerikai Egyesült Államok képviselője Texas 16. választókerületéből (2019–napjainkig)                                                                                     | [ 64 ]    |
|           | Chris Murphy             | Az Amerikai Egyesült Államok szenátora Connecticutból (2013–napjainkig) | [ 52 ]    |
|           | Pete Aguilar             | A Demokrata Párt képviselőházi frakcióelnöke (2023–napjainkig), Az Amerikai Egyesült Államok képviselője Kalifornia 33. választókerületéből (2015–napjainkig)                | [ 64 ]    |
|           | Olivia Troye             | A Trump-kormány tagja (republikánus) | [ 65 ]    |
|           | Geoff Duncan             | Georgia helyettes kormányzója (2019–2023; republikánus) | [ 66 ]    |
|           | Bennie Thompson          | Az Amerikai Egyesült Államok képviselője Mississippi 2. választókerületéből (1993–napjainkig)                                                                                | [ 67 ]    |
|           | Aquilino Gonell          | A Capitolium rendőrsége tagja | [ 64 ]    |
|           | Andy Kim                 | Az Amerikai Egyesült Államok képviselője New Jersey 3. választókerületéből (2019–napjainkig), demokrata szenátorjelölt a 2024-es New Jersey-i szenátorválasztáson            | [ 68 ]    |
|           | Olivia Julianna          | Aktivista | [ 69 ]    |
|           | Stevie Wonder            | Zenész | [ 70 ]    |
|           | Kenan Thompson           | Komikus | [ 71 ]    |
|           | Hakeem Jeffries          | Az Amerikai Egyesült Államok Képviselőháza kisebbségi vezetője (2023–napjainkig), Az Amerikai Egyesült Államok képviselője New York 8. választókerületéből (2013–napjainkig) | [ 52 ]    |
|           | Bill Clinton             | Az Amerikai Egyesült Államok 42. elnöke (1993–2001) | [ 72 ]    |
|           | Nancy Pelosi             | Az Amerikai Egyesült Államok Képviselőháza elnöke (2007–2011; 2019–2023), Az Amerikai Egyesült Államok képviselője Kalifornia 11. választókerületéből (1987–napjainkig)      | [ 73 ]    |
|           | Lateefah Simon           | A San Francisco BART igazgatótanácsának tagja (2016–napjainkig), demokrata képviselőjelölt Kalifornia 12. választókerületében                                                | [ 74 ]    |
|           | Tony West                | Helyettes főügyész (2012–2014), az elnökjelölt sógora | [ 75 ]    |
|           | Catherine Cortez Masto   | Az Amerikai Egyesült Államok szenátora Nevadából (2017–napjainkig) | [ 52 ]    |
|           | Josh Shapiro             | Pennsylvania kormányzója (2023–napjainkig) | [ 76 ]    |
|           | Amanda Gorman            | Költő, aktivista | [ 77 ]    |
|           | Oprah Winfrey            | Televíziós műsorvezető (független) | [ 78 ]    |
|           | Wes Moore                | Maryland kormányzója (2023–napjainkig) | [ 79 ]    |
|           | Pete Buttigieg           | Az Amerikai Egyesült Államok közlekedési minisztere (2021–napjainkig), South Bend polgármestere (2012–2020)                                                                  | [ 80 ]    |
|           | Amy Klobuchar            | Az Amerikai Egyesült Államok szenátora Minnesotából (2007–napjainkig) | [ 52 ]    |
|           | Tim Walz                 | Alelnökjelölt, Minnesota kormányzója (2019–napjainkig), Az Amerikai Egyesült Államok képviselője Minnesota 1. választókerületéből (2007, 2019)                               | [ 45 ]    |

### Negyedik este
Kamala Harris beszédjében elfogadja a jelöltséget.
| Házigazda | Házigazda           | Házigazda | Házigazda |
| --------- | ------------------- | --- | --------- |
|           | Kerry Washington    | Színész | [ 22 ]    |
| Beszédek  |                     | |           |
|           | Veronica Escobar    | Az Amerikai Egyesült Államok képviselője Texas 16. választókerületéből (2019–napjainkig) | [ 81 ]    |
|           | Becky Pringle       | A Nemzeti Oktatási Szövetség elnöke (2020–napjainkig) | [ 81 ]    |
|           | Randi Weingarten    | Az Amerikai Tanárok Szervezete elnöke (2008–napjainkig) | [ 82 ]    |
|           | Alex Padilla        | Az Amerikai Egyesült Államok szenátora Kaliforniából (2021–napjainkig) | [ 83 ]    |
|           | Marcia Fudge        | Az Amerikai Egyesült Államok lakásügyi és városfejlesztési minisztere (2021–2024) | [ 83 ]    |
|           | Ted Lieu            | Az Amerikai Egyesült Államok képviselője Kalifornia 36. választókerületéből (2015–napjainkig) | [ 84 ]    |
|           | Tammy Baldwin       | Az Amerikai Egyesült Államok szenátora Wisconsinból (2013–napjainkig) | [ 85 ]    |
|           | Katherine Clark     | Az Egyesült Államok Szenátusa kisebbségi whipje (2023–napjainkig), az Amerikai Egyesült Államok képviselője Massachusetts 5. választókerületéből (2013–napjainkig)                                          | [ 86 ]    |
|           | Joe Neguse          | Az Amerikai Egyesült Államok képviselője Colorado 2. választókerületéből (2019–napjainkig) | [ 84 ]    |
|           | Leonardo Williams   | Durham polgármestere (2023–napjainkig) | [ 81 ]    |
|           | Raja Krishnamoorthi | Az Amerikai Egyesült Államok képviselője Illinois 8. választókerületéből (2017–napjainkig) | [ 81 ]    |
|           | Bob Casey Jr.       | Az Amerikai Egyesült Államok szenátora Pennsylvaniából (2007–napjainkig) | [ 87 ]    |
|           | Elizabeth Warren    | Az Amerikai Egyesült Államok szenátora Massachusettsből (2013–napjainkig) | [ 83 ]    |
|           | Jason Crow          | Az Amerikai Egyesült Államok képviselője Colorado 6. választókerületéből (2019–napjainkig) | [ 88 ]    |
|           | Elissa Slotkin      | Az Amerikai Egyesült Államok képviselője Michigan 7. választókerületéből (2019–napjainkig), a demokrata szenátorjelölt a 2024-es michigani szenátorválasztáson                                              | [ 89 ]    |
|           | Pat Ryan            | Az Amerikai Egyesült Államok képviselője New York 18. választókerületéből (2022–napjainkig) | [ 90 ]    |
|           | Al Sharpton         | Civiljogi aktivista, baptista lelkész | [ 91 ]    |
|           | Korey Wise          | Igazságszolgáltatási reform aktivista, a Central parki ötök egyike, akik 1989-ben gyilkosságért hamisan elítélt afroamerikai gyermekek, akiket 2002-ben felmentettek a vádak alól                           | [ 92 ]    |
|           | Yusef Salaam        | New York városi tanácsa tagja a 9. kerületből (2024–napjainkig), a Central parki ötök egyike, akik 1989-ben gyilkosságért hamisan elítélt afroamerikai gyermekek, akiket 2002-ben felmentettek a vádak alól | [ 92 ]    |
|           | Lisa Madigan        | Illinois főügyésze (2003–2019) | [ 81 ]    |
|           | Marc Morial         | A National Urban League elnöke (2003–napjainkig) | [ 81 ]    |
|           | Maura Healey        | Massachusetts kormányzója (2023–napjainkig) | [ 93 ]    |
|           | Deb Haaland         | Az Amerikai Egyesült Államok belügyminisztere (2021–napjainkig), az Amerikai Egyesült Államok képviselője Új-Mexikó 1. választókerületéből (2019–2021)                                                      | [ 94 ]    |
|           | Maxwell Frost       | Az Amerikai Egyesült Államok képviselője Florida 10. választókerületéből (2023–napjainkig) | [ 94 ]    |
|           | Stephen Curry       | Sokszoros NBA-, és olimpiai bajnok kosárlabdázó (videófelvételen) | [ 95 ]    |
|           | Shomari Figures     | A demokrata jelölt a 2024-es képviselőválasztáson Alabama második választókerületében | [ 96 ]    |
|           | Colin Allred        | Az Amerikai Egyesült Államok képviselője Texas 32. választókerületéből (2019–napjainkig), a demokrata jelölt a 2024-es texasi szenátorválasztáson                                                           | [ 86 ]    |
|           | Meena Harris        | Az elnökjelölt unokahúga | [ 81 ]    |
|           | Ella Emhoff         | Az elnökjelölt mostohalánya | [ 81 ]    |
|           | D. L. Hughley       | Komikus | [ 81 ]    |
|           | Lucy McBath         | Az Amerikai Egyesült Államok képviselője Georgia 7. választókerületéből (2019–napjainkig) | [ 97 ]    |
|           | Gabby Giffords      | Az Amerikai Egyesült Államok képviselője Arizona 8. választókerületéből (2007–2012) | [ 97 ]    |
|           | Mark Kelly          | Az Amerikai Egyesült Államok szenátora Arizonából (2020–napjainkig) | [ 83 ]    |
|           | Leon Panetta        | Az Amerikai Egyesült Államok védelmi minisztere (2011–2013) | [ 81 ]    |
|           | Ruben Gallego       | Az Amerikai Egyesült Államok képviselője Arizona 3. választókerületéből (2015–napjainkig), a demokrata jelölt a 2024-es arizonai szenátorválasztáson                                                        | [ 98 ]    |
|           | Gretchen Whitmer    | Michigan kormányzója (2019–napjainkig) | [ 99 ]    |
|           | Eva Longoria        | Színész és rendező | [ 81 ]    |
|           | Adam Kinzinger      | Az Amerikai Egyesült Államok képviselője Illinois 16. választókerületéből (2013–2023; republikánus) | [ 100 ]   |
|           | Maya Harris         | Az elnökjelölt húga | [ 81 ]    |
|           | Roy Cooper          | Észak-Karolina kormányzója (2017–napjainkig) | [ 101 ]   |
|           | Kamala Harris       | Elnökjelölt, az Amerikai Egyesült Államok alelnöke (2021–napjainkig) | [ 45 ]    |

1. ↑  Haaland magánszemélyként beszélt a gyűlésen, és korábbi képviselőként volt bemutatva, hogy ne legyen jelenléte konfliktusban a Hatch Act törvénnyel.

## Az elnökjelölt
Azt követően, hogy Joe Biden bejelentette, hogy nem indul a pártja jelöltségéért, megosztva, hogy Kamala Harris alelnököt fogja támogatni a jelölőgyűlésen. Ezzel felszabadította delegáltjait kötelezettségük alól, bár az nem volt teljesen egyértelmű, hogy kötelességük lesz-e Harrisre szavazni. Az alelnök mindössze néhány órával Biden bejelentése után elindította elnökjelölti kampányát. Harris gyorsan megszerezte több demokrata vezető támogatását is, bár Jaime Harrison pártelnök még nem állt be kampánya mögé.
Marianne Williamson az egyetlen fontos jelölt, aki még versenyben van Harris ellen. Biden visszalépése napján szóba esett, hogy Joe Manchin szenátor, aki 2024 májusában elhagyta a pártot, elindul a jelölésért, de ezt végül másnap tagadta.

## Az alelnökjelölt
A valószínű alelnökjelöltek közé tartozott Andy Beshear (Kentucky), J. B. Pritzker (Illinois), Josh Shapiro (Pennsylvania), Tim Walz (Minnesota) és Roy Cooper (Észak-Karolina) kormányzók, illetve Mark Kelly szenátor vagy Pete Buttigieg közlekedési miniszter. Harris végül Walzot választotta.